# 曾威豪
曾威豪（1980年3月3日—），台灣藝人，出生於臺東縣，畢業於崑山科技大學視覺傳達設計學系。2008年，參加台灣台視主辦的歌唱選秀節目《超級偶像》第2季，獲得第8名。現今為歌手、演員、編劇。
在《超級偶像》賽程中表態自己是動漫迷，並且演唱《星際牛仔》片尾曲〈The Real Folk Blues〉受到關注，同時發行雜談集 《喋喋不休的香雞排》，是將其《電玩e世代》週刊同名專欄集結成冊。2011年，以《我可能不會愛你》大叢一角邁入影像演員生涯。2012年成立不插電樂團「可樂熊」樂團展開動漫相關音樂活動，擔任團長兼主唱。先後發行日文翻唱專輯《老宅歌》、《老宅歌》第2輯、原創國、閩南語歌曲。

## 比賽經歷
- 八大「亞洲新人歌唱大賽」季冠軍、年度大賽亞軍
- 「仙劍奇俠傳」問情篇主題曲甄唱賽亞軍
- 中廣校園之星全國總冠軍
- 教育部全國校園歌唱大賽總冠軍
- 超級偶像第二屆第八名

## 音樂作品

### 單曲
- 2022年 feat告野家 《夜市緣2021》單曲（化名爐石神瘦瘦）
- 2021年  Coca-Koala可樂熊樂團《一個人的武林》ep
- 2020年  Coca-Koala可樂熊樂團《冬夜》單曲
- 2020年  Coca-Koala可樂熊樂團《蚵仔》單曲
- 2019年 Coca-Koala可樂熊樂團《二次元戀習曲》單曲
- 2015年  魔獸世界十周年紀念音樂劇艾澤拉斯之歌系列歌曲配唱
- 2015年  給爐石玩家的100個忠告插曲《沙朗嘿！給誰基比冰吧》AFK PLAYERS X 告野家 X Coca-Koala
- 2013年  PC GAME 軒轅劍六主題曲《鳳凌長空》大宇資訊

### 合輯
- 2014年  《軒轅劍陸 鳳鳴凌音音樂特輯》
  - 收錄：鳳凌長空(主題曲)商頌(合唱插曲)
- 2010年  《金蕉歲月原創音樂》喜瑪拉雅
  - 聲音演出配唱吳庭和、蔣經國。
- 2009年  《我有我的驚嘆號》擎天娛樂
  - 收錄：馬多拉

### 專輯
- 2022年  Coca-Koala《老宅歌2》
- 2018年  Coca-Koala《老宅歌》
- 2012年  《苦戀歌》台南人劇團

### 作詞
- 2022年　Coca-Koala：到世界毀滅為止
- 2020年　Coca-Koala：冬夜
- 2019年　Coca-Koala：二次元戀習曲
- 2014年　黃宥傑：撕裂記憶

- 2010年　艾成：大俠愛吃漢堡包、凱魯巴斯

## 著作
- 2009年  《喋喋不休的香雞排》圖文設計全創作(有間出版)
- 2022年  《老宅誌》

## 電影作品
- 2024年  《鬼才之道》(導演/徐漢強)飾 柯國隆
- 2022年  《罪後真相》(導演/陳奕甫)
- 2022年  《售命》(導演/鄧仲謀)
- 2022年  《一家之主》(導演/王希捷)
- 2021年  《複身犯》(導演/蕭力修)
- 2021年  《月老》(導演/九把刀)
- 2020年  《消失的情人節》(導演/陳玉勳)
- 2020年  《喜從天降》(導演/李中)
- 2015年  《菜鳥》(導演/鄭文堂)
- 2015年  《恋爱排班表》(導演/丁乃箏)
- 2014年  《共犯》(導演/張榮吉)
- 2013年  《小清新大爆炸》短篇電影 (導演/徐漢強)
- 2013年  《阿嬤的夢中情人》(導演/北村豐晴 蕭力修)
- 2013年  《變身》飾 兩把刀 (中國大陸片名為[變身超人])(導演/張時霖)
- 2012年  《20位網友相親記》

## 電視劇作品
- 2021年  電視劇《我的老闆是隻貓》飾演 假男友
- 2018年  電視劇《8號公園》飾演 中賢助理
- 2018年  電視劇《種菜女神》飾演 導演
- 2018年  電視劇《1006的房客》飾演 演趙以文(文哥)
- 2016年  電視劇《原來1家人》飾演 金寶同學
- 2016年  電視劇《後菜鳥的燦爛時代》飾演 童玩店老闆
- 2016年  電視劇《檸檬初上(中国电视剧)》飾演 演保羅
- 2015年  網路/電視劇《孤独的美食家》飾演 漫畫家小胖
- 2015年  緯來自製電影《超級夥伴》(導演/賴孟傑)飾演 冰店老闆
- 2014年  民視 偶像劇《你照亮我星球》(導演/瞿友寧) 飾演 製作人大叢
- 2014年  TVBS《16個夏天》(導演/許富翔)
- 2014年  中視 電視電影《曉之春》 飾演 輔導老師(小康)
- 2014年  公視 人生劇展《加油喔！阿文》飾演 阿良
- 2013年  台視 三立偶像劇《大紅帽與小野狼》飾演 馬粒蛤
- 2011年  民視 八大偶像劇《我可能不會愛你》飾演 大叢
- 2011年  華視《笑魁民間傳奇：嘉慶君遊台灣～布袋篇》飾演 吳東
- 2011年  台視 三立偶像劇《醉後決定愛上你》飾演 童玩店老闆

## 劇場作品
- 2023年  《手》(NTT+中國信託 音樂劇人才培育工程)
- 2019年  《LaLaLa愛唱歌》(風潮音樂)
- 2018年  《木蘭少女》(瘋戲樂工作室&台南人劇團)
- 2017年  《馬克白 世界巡演版》(阮劇團&流山児☆事務所)導演流山児祥
- 2017年  《城市戀歌進行曲》(阮劇團)
- 2016年～2017年 《木蘭少女 新加坡 聖淘沙名勝世界版》(瘋戲樂工作室&台南人劇團)
- 2016年  《馬克白》(阮劇團&流山児☆事務所)導演流山児祥
- 2016年  《漫！！男塾笑現場 春天漏水》(笑太夫漫才集團)
- 2016年  《達康.COME笑現場 塾話說得好》(笑太夫漫才集團&果陀劇場)
- 2015年  《油桐樹下》音樂劇 飾男主角 阿寬(雨韻合唱團)
- 2014年  《男人心女人情》《望你早歸》音樂劇 飾演江元劭(雨韻合唱團)
- 2012年  《海鷗》飾演阿龍(台南人劇團)
- 2011年  《建國百年國慶晚會搖滾音樂劇 夢想家》飾演秦炳/跟班(表演工作坊)
- 2011年  《木蘭少女》飾演袁寶春/突厥兵(台南人劇團)
- 2010年  《金蕉歲月》飾演蔣經國(大風劇團)
- 2010年  《請勿犧牲愛情》飾演林啤酒(大風劇團)
- 2009年  《美好的人生》飾演跟班(大風劇團)

## 短片/微電影
- 2017年   全能元神宮改造王 VR短片 飾 地縛零雙胞胎 中文版旁白(導演 徐漢強) 入選2018日舞影展
- 2015年   讓座貼紙2.0 短片 飾 主持人兼旁白(導演 徐漢強)
- 2015年   結婚 短片 飾 婚禮主持人 (導演 吳星翔/桑道仁)
- 2015年   給爐石玩家的100個忠告 系列微電影 飾 爐石之神
- 2013年 《小清新大爆炸》 (導演/徐漢強)

## 廣告/MV
- 2024年 星樂視氣炸鍋廣告 經理篇
- 2023年 medisana品牌形象廣告
- 2021年 臺北市政府觀光傳播局「冬季大型活動整合行銷-台北總冬員」
- 2020年 中華三菱淨全力固全家吹箭篇
- 2018年  中央存保 婆媳篇 廣告
- 2018年   愛之味春心茶 廣告
- 2017年 樂事聖誕小農樹 廣告
- 2016年   PRINCO Watch 不用充電的聰明經典錶 短片廣告
- 2015年   Wakamoto整腸錠 上班族篇 廣告
- 2014年   Wakamoto整腸錠 父女篇 廣告
- 2013年   金門58度高粱 氣氛篇 廣告(導演 莊永新)
- 2013年   張震嶽 走慢一點點 MV
- 2013年   楊宗緯 其實都沒有 MV
- 2012年  經濟動能推升方案廣告 旁白
- 2009年  周杰倫雪碧廣告（大陸版） 飾演鼓手
- 2008年  張韶涵頭號甜心MV 飾演兔子王

## 編劇作品
- 影集妮波自由式

## Live 演出
2012年成立Coca-Koala可樂熊樂團，擔任團長兼主唱。
- 2023年 Coca-Koala可樂熊樂團老宅歌2發片巡演(台北/台中/台南}
- 2022年 高雄駁二動漫祭 演出
- 2022年11月6日擔任 告野家 — 專輯補完計畫 {最終章} 告別解散演唱會 嘉賓 (演唱歌曲：夜市緣2021、沙朗嘿！給誰基比冰吧)
- 2020 年 Coca-Koala可樂熊樂團冬夜之後 年末音樂會(售票演出)
- 2020 年 高雄駁二動漫祭 Coca-Koala可樂熊樂團迷你音樂會
- 2020 年 Coca-Koala可樂熊樂團特選！老宅歌 台南/台中巡迴(售票演出)
- 2020 年 Coca-Koala可樂熊樂團高雄流行音樂中心 電動玩祭 演出
- 2019 年 Coca-Koala可樂熊樂團台中親子音樂季 我們的童樂會 演出
- 2019 年 台北 白晝之夜 演出
- 2019 年 高雄駁二動漫祭 個人迷你演唱會
- 2017 年 高雄駁二動漫祭 個人迷你演唱會
- 2017 年 Coca-Koala可樂熊樂團「日劇時代」音樂會(售票演出)
- 2016 年  告野家 復活期間限定live嘉賓 @ WIRFORCE 花博爭艷館
- 2016 年 台北藝穗節 Coca-Koala可樂熊樂團「老宅歌」(兩廳院售票演出)
- 2016 年 三創動漫夏樂園演出
- 2016 年 Coca-Koala可樂熊樂團「中繼站」音樂會(售票演出)
- 2015 年 Coca-Koala可樂熊樂團獲邀演出【幽遊白書25週年魔界音樂會】(售票演出)
- 2015 年 Coca-Koala可樂熊樂團 「我的動漫時代」音樂會(售票演出)
- 2015 年 在地希望生活節演出
- 2015 年 Coca-Koala可樂熊樂團feat.史茵茵「南‧回歸線2015」(售票演出)
- 2015 年 瘋戲樂Cabaret feat.Coca-Koala可樂熊樂團 鐵口直斷尹仲敏、美夢成真曾威豪
- 2015 年 曾威豪&史茵茵「GMP 別讓小彭不開心 歡慶音樂趴」(售票演出)
- 2015 年 Coca-Koala可樂熊樂團「深冬集嘻」音樂會(售票演出)
- 2014 年 曾威豪&史茵茵「GMP 媽媽樂台台Der音樂會」(售票演出)
- 2014 年 淡水環境藝術節「宅男暖暖不插電」草地音樂會
- 2014 年 台北藝穗節音樂祭 Coca-Koala「凱道大夜市年中慶」(兩廳院售票演出)
- 2014 年 Coca-Koala可樂熊樂團「夏日光譜」音樂會(售票演出)
- 2014 年 Coca-Koala可樂熊樂團「進擊的大叔」音樂會(售票演出)
- 2013~2014 Coca-Koala可樂熊樂團「20世紀少男少女」(台北/台南/台東售票巡演)
- 2013年 高雄駁二動漫祭 個人迷你演唱會 (售票入場)
- 2012年 和田 薰、台北愛樂「動漫交響音樂會」獨唱
- 2012年 「中壢藝同遊藝」永恆的經典～雋永的國台語老歌演唱會
- 2012年 台中市政府 台中動漫力活動 迷你演唱會
- 2012年 花博舞蝶館 真情襄詠 洪瑞襄紀念音樂會(天作之合 售票演出)
- 2010年 高雄義大世界[阿宅同學會]迷你演唱會
- 2009年 [上海國際動漫節]台灣代表歌手(售票演出)
- 2009年 [台灣國際動漫交流大展]迷你演唱會
- 2009年 新竹跨年晚會

## 漫才演出
達康.come漫才塾一期畢業生。與彭盛韶組成漫才組合壽壽壽。
與知名部落客我在路上碰到藍島組成異色漫才組合電動瘦交藍。

## 外部連結
- https://www.facebook.com/tsengsoso （页面存档备份，存于） 曾威豪 SOSO Tseng 官方專頁
- https://www.facebook.com/lovecocakoala Coca-Koala 可樂熊樂團 官方專頁
- https://www.facebook.com/sosoxblue （页面存档备份，存于） 電動瘦交藍 官方專頁
- 香雞排通信 曾威豪官方部落格 （页面存档备份，存于）(停止更新)
- （繁體中文） 壽壽壽 Soul Soul Soul 漫才的Facebook專頁
- （繁體中文） YouTube上的壽壽壽 Soul Soul Soul 漫才頻道

| 前任： 黃偉豪 | 超級偶像第八名 2008年6月28日-2009年1月31日 | 繼任： 蔡昌憲 |